# Rode (Engeland)
Rode is een civil parish in het bestuurlijke gebied Mendip, in het Engelse graafschap Somerset met 1025 inwoners.

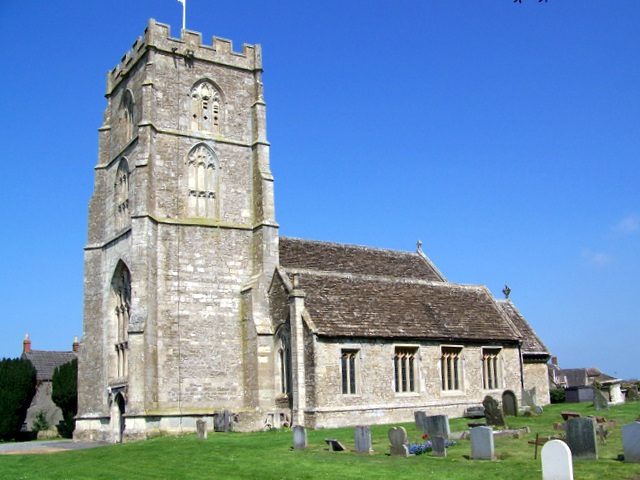
Kerk van Rode